# Гак (кадастровая мера)
Гак или га́кен (от нем. Haken — 'соха') — кадастровая мера, принятая в прошлом в Прибалтике при оценке поземельной собственности.
Она существовала с XV или XVI века как мера поверхности в Лифляндии, но уже в XVII веке встречается гак различной величины, изменявшейся в соответствии с качеством земли. Со словом гак соединяется и понятие о ценности участка. Долгое время цена гака принималась в 1000 талеров, а доход с него — в 60 талеров. Кроме лифляндского, на острове Эзеле существует так называемый малый гак. По гакам исчислялась барщина.
В Эстляндии ещё при датском владычестве для определения налогов с земли служил гак, то есть известная площадь возделанной земли. По старым вакенбухам, описям арендных имений, похожим на уставные грамоты, соответствующим гаку принимали выработку недельного конного рабочего; по числу рабочих определялось число гаков. В 1871—1872 гг. ландтагом Эстляндии было постановлено «числом гаков означать пропорцию, в которой каждая недвижимая собственность, подлежащая взиманию сборов, должна участвовать в уплате таковых». Исчисленный доход с гака в 300 рублей был разделён на 100 частей, так что податная единица = 3 рубля. Выработанные земской податной комиссией, состоявшей исключительно из дворян, новые положения не были формально утверждены правительством, но, фактически, применялись и привели, по мнению князя Шаховского («Земские повинности в Эстляндской губернии», Ревель, 1888 г.), к тому, что в Эстляндской губернии из числа 675826 десятин всей крестьянской земли облагались повинностями 626545 десятин, или 92,56 %, а из числа мызных земель, в количестве 1038498 десятин, привлекалось к отбыванию повинностей всего 475110 десятин, то есть только 45,7515 %.
Самым распространённым был так называемый крестьянский гак, который составлял в Северной Эстонии в среднем 8—12 га посевной площади; наряду с ним существовал ревизионный гак, обычно превосходивший крестьянский гак. Расчёты крестьян с помещиками производились по крестьянскому гаку, государству же налоги платились по ревизионным гакам, которые исчислялись на основе числа тягловых дней в неделю или числа работоспособных крестьян, или по совокупности крестьянских повинностей в денежном выражении.
Гак вышел из употребления в конце XIX века.